# Tụ polyme
Tụ polyme hay tụ hóa polyme là một loại tụ hóa dùng polyme dẫn điện (ví dụ, PEDT) là chất điện phân rắn làm cathode. Tụ có tính phân cực.
Tụ polyme sử dụng polyme dẫn điện, hoặc chất bán dẫn hữu cơ polyme hóa (ví dụ, muối phức TCNQ) chứ không phải là chất điện phân lỏng thông thường, xuất hiện đầu tiên năm 1983.
Tên này cũng được sử dụng cho công nghệ tương tự là tụ OS-CON (nhãn hiệu Sanyo), tụ nhôm polyme hữu cơ (AO-CAPS), tụ nhôm điện phân polyme hữu cơ dẫn điện (OC-CON), tụ polyme chức năng (FPCAP).

## Kết cấu
- Cathode là lá nhôm hoặc tantali.
- Một tờ vách ngăn được ngâm tẩm với điện phân.
- Anode là lá nhôm hoặc tantali có phủ lớp oxit.

## Các đặc trưng hoạt động
Trở kháng nối tiếp tương đương (ESR), một đặc điểm quan trọng đặc biệt đối với tụ lọc các gợn sóng trong mạch cấp nguồn đặc biệt là nguồn switch, của tốt hơn tụ với chất điện phân ướt. Mặt khác, ESR ổn định với nhiệt độ.

## Ứng dụng
Tụ polyme đắt, nên nó dùng ở các high end như graphics card hay motherboard.